# Arbeitsgemeinschaft für eine wirksame und friedenssichernde Milizarmee
Die Arbeitsgemeinschaft für eine wirksame und friedenssichernde Milizarmee (AWM) ist ein militärpolitischer Interessenverband in der Schweiz mit Sitz in Zürich.
Der 1983 gegründete Verein beschreibt sich als «Zusammenschluss von gesamtschweizerisch wirkenden, an militärpolitischen Fragestellungen interessierten Organisationen und Verbänden.» Ihre Meinungsäusserungen richteten sich bisher insbesondere gegen die Initiativen der Gruppe für eine Schweiz ohne Armee (GSoA) und gegen andere Abrüstungsbestrebungen wie etwa den Verzicht der Schweizer Armee auf Streumunition.

## Mitglieder
Gemäss ihrer Website hat die AWM folgende Mitglieder:
- Aargauische Vaterländische Vereinigung (AVV)
- Aktion Aktivdienst
- ASMZ, Allgemeine Schweizerische Militärzeitschrift
- AVIA, Gesellschaft der Offiziere der Luftwaffe
- Comité Romand pour une Défense Nationale Crédible (CRDC)
- EMPA Schweiz
- flabcollegium
- Forum Flugplatz Dübendorf
- Gesellschaft der Generalstabsoffiziere (GGstOf)
- Gesellschaft für militärhistorische Studienreisen (GMS)
- Gruppe GIARDINO
- Informationsgruppe PRO-Kampfflugzeuge
- Interessengemeinschaft für eine starke und glaubwürdige Armee (ISGA)
- Junge SVP Schweiz
- Kantonale Offiziersgesellschaft St. Gallen (KOG SG)
- Kantonale Offiziersgesellschaft Thurgau (KOG TG)
- Kantonale Offiziersgesellschaft Zug (KOG)
- Kantonaler Unteroffiziersverband Zürich & Schaffhausen (KUOV ZH + SH)
- Landeskonferenz der militärischen Dachverbände (LKMD)
- Liberale Aktion – Redressement National
- Militärpolitische Nachrichten Schweiz
- Militärzeitschrift "Schweizer Soldat"
- OG Panzer
- Ostschweizer Komitee für eine glaubwürdige Landesverteidigung (KOGLA)
- Pro Libertate
- Pro Militia
- Protector Aero
- Pro Tell
- Schweizer Schiesssportverband (SSV)
- Schweizerische Offiziersgesellschaft (SOG)
- Schweizerischer Feldweibelverband (SFwV)
- Schweizerischer Gewerbeverband (sgv)
- Schweizerischer Unteroffiziersverband (SUOV)
- Schweizerzeit
- Unternehmerforum Lilienberg
- Verein ehemaliger Sektionschefs des Zürcher Oberlands
- Verein für eine sichere Schweiz
- Verein Schweizer Armeefreunde
- Verein Sicherheitspolitik und Wehrwissenschaft (VSWW)